# Taha Ali
Taha Ali (Estocolmo, 1 de julio de 1998) es un futbolista y futsalista sueco que juega en la demarcación de extremo para el Malmö FF de la Allsvenskan.

## Trayectoria en el fútbol

### Clubes
| Club                 | País   | Año       | Partidos | Goles |
| -------------------- | ------ | --------- | -------- | ----- |
| Sundbybergs IK       | Suecia | 2017      | 11       | 3     |
| IFK Stocksund        | Suecia | 2018-2019 | 38       | 6     |
| Sollentuna FK        | Suecia | 2020      | 34       | 12    |
| Örebro SK            | Suecia | 2021      | 3        | 0     |
| Västerås SK (cedido) | Suecia | 2021      | 16       | 2     |
| Helsingborgs IF      | Suecia | 2022      | 30       | 4     |
| Malmö FF             | Suecia | 2023-     | 78       | 11    |

### Selección nacional
Hizo su debut con la selección de fútbol de Suecia en un partido amistoso contra Estonia que finalizó con un resultado de 2-1 a favor del combinado sueco tras el gol de Kevor Palumets para Estonia, y de Sebastian Nanasi y Isaac Thelin para Suecia.

## Trayectoria en el futsal
Ali debutó en la Svenska Futsalligan -la liga profesional de fútbol sala de Suecia- en la temporada 2017-18, aprovechando el receso invernal en su país.

### Clubes
| Club             | País   | Año       |
| ---------------- | ------ | --------- |
| Nacka Juniors FF | Suecia | 2017-2019 |
| Hammarby Futsal  | Suecia | 2019-2020 |

### Selección nacional
Representó a su país en la Nordic Futsal Cup de 2018.

## Palmarés

### Títulos nacionales
| Título         | Club     | País   | Año  |
| -------------- | -------- | ------ | ---- |
| Allsvenskan    | Malmö FF | Suecia | 2023 |
| Copa de Suecia | Malmö FF | Suecia | 2024 |
| Allsvenskan    | Malmö FF | Suecia | 2024 |